# 舟入橋
舟入橋（ふないりばし）は、広島県広島市の旧太田川（本川）に架かる道路橋。

## 概要
広島市道吉島観音線筋の橋として1970年（昭和45年）3月竣工。航路確保のため一部桁高が低くなっている。
上流に旧国道2号筋の住吉橋、下流に広島市道霞庚午線の吉島橋がある。
東詰南側に広島刑務所、さらに東へ道沿いに進み南大橋を渡ると広島赤十字・原爆病院へたどり着く。西には広島市立舟入高等学校があり、道沿いに進むと広島市道横川江波線（舟入通り）と広島電鉄江波線との交点となり、最寄の駅は舟入川口町停留場となる。さらに西に行くと南観音橋にたどり着く。
竣工前は上流の住吉橋まで番船が入り、瀬戸内海の離島へ物資を輸送していた。舟入地区には木材会社が集まり、水運を利用して木材が輸送された。一方で舟入・江波と吉島を結ぶ橋はなく、住吉橋まで迂回する必要があったことから、地元住民が橋の建設運動を行い、1966年9月から3億4500万円を投じて建設が進められた。橋は1970年3月に竣工し、関係者1000人を集めて開通式が行われた。橋竣工後も1975年ごろまでは番船の行き来が続いた。

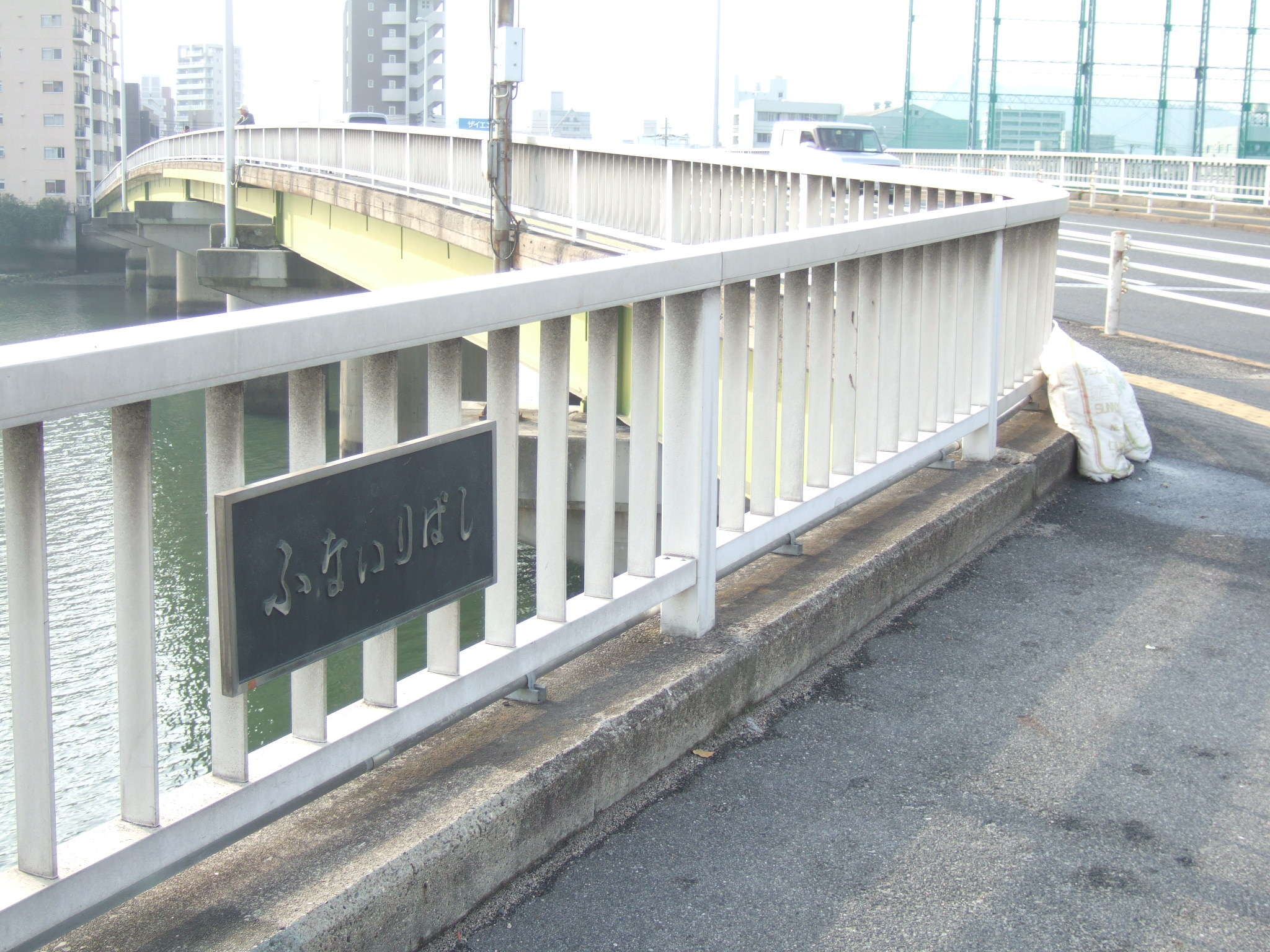
橋名板